# Dermatologia
La dermatologia (dal greco antico  δέρμα?, dèrma, "pelle") è la branca della medicina che si occupa delle patologie a carico della pelle e degli annessi cutanei (peli, capelli, unghie, ghiandole sudoripare). Un medico specializzato in dermatologia è un dermatologo. La dermosifilopatia studia invece le malattie cutanee associate a malattie sessualmente trasmissibili.
I dermatologi sono medici specializzati nella diagnosi e trattamento di malattie e tumori della pelle e dei suoi annessi.

## Storia

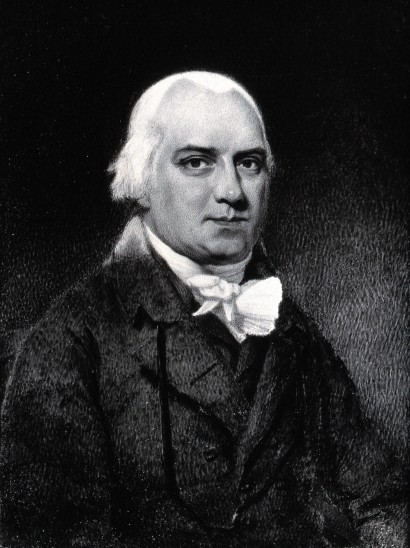
Robert Willan, padre della dermatologia moderna.

Il primo trattato di dermatologia, De morbis cutaneis, è attribuito al medico forlivese Girolamo Mercuriali. Nel 1798 viene pubblicato Descrizione e trattamento delle malattie cutanee del medico inglese Robert Willan, il padre della dermatologia moderna. A Roma è sorto nel 1912 l'Istituto Dermopatico dell'Immacolata, considerato il più grande centro di dermatologia in Italia.
Il trattato fondamentale di dermatologia Dermatologie, è opera di Robert Degos, studioso francese, molto noto in particolare per aver individuato la malattia di Degos. Dermatologie è stato "la bibbia di tutti i dermatologi francesi per diversi decenni e riflette il tipo di dermatologia praticata, concettualizzata e insegnata dal Prof. Degos". Dalla sua prima pubblicazione nel 1953, Dermatologie ha subito diverse edizioni e aggiornamenti.

## Specializzazioni
Storicamente la venereologia, che si occupa di diagnosticare e trattare le malattie sessualmente trasmissibili, è nata e si è affinata come branca della dermatologia.
La dermatologia comprende molti aspetti sia medici che chirurgici: per esempio, la terapia chirurgica dei tumori cutanei (compresa la chirurgia micrografica di Mohs), la chirurgia laser, la terapia fotodinamica, i trattamenti estetici basati sull'impiego di tossina botulinica e sui riempitivi a base di acido jaluronico (filler), la scleroterapia e la liposuzione, i peeling chimici.
Tra i dermatologi, ve ne sono alcuni particolarmente esperti in alcuni specifici aspetti della branca specialistica:
- Il dermopatologo è un dermatologo esperto nella lettura e interpretazione dei preparati istologici.
- Il dermatologo pediatrico è esperto nella diagnosi e nella cura delle malattie dermatologiche dei bambini.
- L'immunodermatologo è esperto nella diagnosi e nella cura delle malattie della pelle a eziopatogenesi immunopatologica, come per esempio le malattie bollose (pemfigo), il lupus eritematoso etc.

## Correlazione con altre specializzazioni
La pelle costituisce l'organo più esteso del corpo e allo stesso tempo il più visibile. Sebbene alcune malattie dermatologiche riguardino esclusivamente la pelle, molte altre sono la manifestazione di un disturbo sistemico, ovvero che interessa diversi tessuti o organi del corpo.  Di conseguenza la formazione del dermatologo deve comprendere reumatologia (molti disturbi reumatici possono manifestarsi con segni e sintomi a livello della cute), immunologia, neurologia (es. le "sindromi neurocutanee", come la neurofibromatosi e la sclerosi tuberosa), infettivologia ed endocrinologia. Anche l'angiologia e la flebologia fanno parte del bagaglio culturale del dermatologo.
Lo studio della genetica sta assumendo progressivamente maggior rilevanza.
È stato accertato anche il riscontro di correlazioni tra patologie della pelle (acne, alopecia, psoriasi, dermatiti, ecc.) con aspetti emotivi e/o da condizioni di stress (Psicodermatologia).

## Consulenza via internet
Negli Stati Uniti dopo l'assistenza certificata di alcuni istituti (come l'American Board of Dermatology), i dermatologi possono fornire la loro assistenza anche su alcuni siti internet.